# Верени
Вере́ни — село в Україні, у Львівському районі Львівської області. Населення становить 75 осіб. Орган місцевого самоврядування — Кам'янка-Бузька міська рада.

## Про назву села
Колись у Західній Україні проживали давні булгари, предки сучасних чувашів, тому, можливо, назва села має булгарське походження. В чуваській мові є слово вěрене «клен», від якого може походити назва села. Тепер чуваші заселяють місця, далекі від Веренів, але їхні предки залишили в Західній Україні після себе назви багатьох населених пунктів, таких, як, наприклад, Жукотин, Верин, Хирів, Гавареччина, Кимир, Кукезів, Куткир, Якторів та багато інших.

## Історія
У податковому реєстрі 1515 року в селі документується 3 лани (близько 75 га) оброблюваної землі.

## Населення

### Мова
Розподіл населення за рідною мовою за даними перепису 2001 року:
| Мова       | Кількість | Відсоток |
| ---------- | --------- | -------- |
| українська | 177       | 100%     |

### Конфесійний склад населення
При дорозі, що з'єднує районні центри Кам'янка-Бузька та Жовква через Батятичі, Желдець, Верени, Туринку стоїть культова споруда. Це каплиця Святого Миколая, до якої, за відсутності церкви в селі сходяться всі жителі.Має вона свою історію, що пов'язана із давнім хліборобським родом Пастернак. Був цей рід заможний, мав чимало землі, велике господарство. І на власні кошти збудував у 1835 році цю каплицю.
Безпосередні фундатори будівництва: Іван Пастернак та брат його дружини Лісовський,поляк за національністю. Рід Пастернаків не лише хліборобський.Звідси походить священник Пастернак І.І., багаторічний парох села Зіболки.
У центрі села Верени є скромний дубовий хрест,відновлений вже жителями села в незалежній Україні.